# Quartet du dialogue national

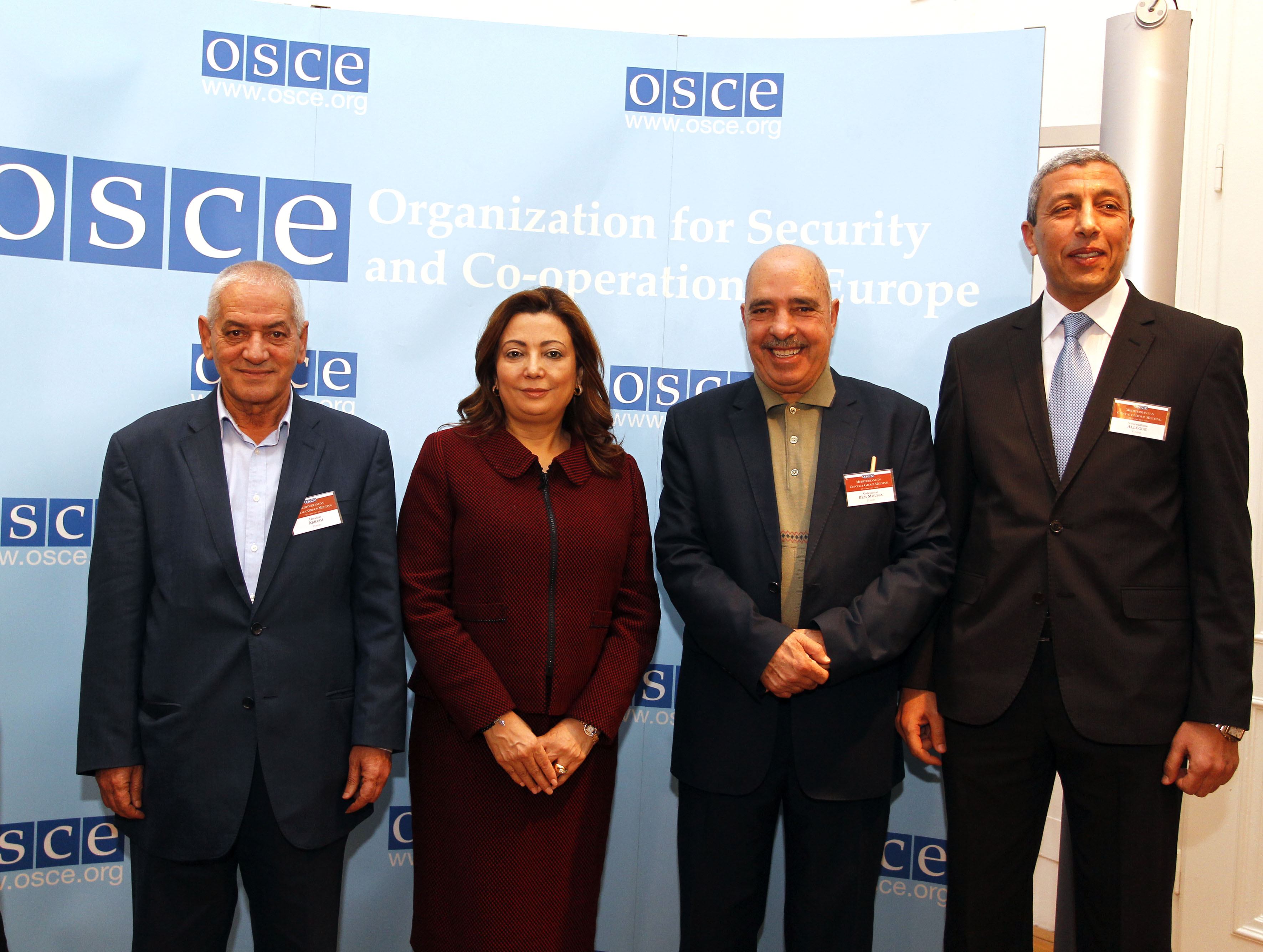
Vertreter des Quartet du dialogue national in Wien 2016: Houcine Abassi (Generalsekretär des tunesischen Gewerkschaftsverbands, UGTT), Wided Bouchamaoui (Präsidentin des tunesischen Arbeitgeberverbandes UTICA), Abdessattar Ben Moussa (Präsident der tunesischen Menschenrechtsliga LTDH) und Noureddine Allegue (Vertreter der tunesischen Anwaltskammer)

Das Quartet du dialogue national (arabisch رباعية الحوار الوطني التونسي, DMG rubāʿiyyat al-ḥiwār al-waṭanī at-tūnisī, deutsch Quartett für nationalen Dialog) ist eine Plattform, die zur Förderung der Demokratisierung Tunesiens nach der dortigen Revolution 2010/2011 aufgebaut wurde. 2015 wurde das Quartett mit dem Friedensnobelpreis ausgezeichnet.

## Aufbau
Das Quartet du dialogue national setzt sich aus vier Organisationen zusammen:
- der Gewerkschaftsdachverband Union Générale Tunisienne du Travail (UGTT)
- der Handels- und Industrieverband Union Tunisienne de l’Industrie, du Commerce et de l’Artisanat (UTICA)
- die Menschenrechtsorganisation Tunesische Liga für Menschenrechte (arabisch الرابطة التونسية للدفاع عن حقوق الإنسان, DMG ar-Rābiṭa at-tūnisiyya li-d-difāʿ ʿan ḥuqūq al-insān; französisch La Ligue Tunisienne pour la Défense des Droits de l’Homme, LTDH)
- die Vereinigung der Rechtsanwälte Ordre National des Avocats de Tunisie

## Geschichte
Der Arabische Frühling begann in Tunesien. Bald nach der Revolution wurde am 23. Oktober 2011 die verfassunggebende Nationalversammlung gewählt, aus der die als gemäßigt islamistisch geltende Partei Ennahda als Sieger hervorging, die dann gemeinsam mit den als mitte-links geltenden säkularen Parteien CPR und Ettakatol die Regierung bildete. Die Erstellung der Verfassung zog sich jedoch über einen längeren Zeitraum hin, erwartet wurden zunächst zwölf Monate. Währenddessen erhöhten sich die Spannungen durch zwei Anschläge und erreichten im August 2013 ihren Höhepunkt. Der Demokratisierungsprozess war ernsthaft gefährdet.
In diesem Umfeld begann der Gewerkschaftsdachverband (UGTT) 2012 den ersten Versuch eines nationalen Dialoges, der jedoch scheiterte, weil er von der Ennahda boykottiert wurde. Im September 2013 wurde mit besserer Vorbereitung ein zweiter Versuch gestartet. Diesmal mit vier Teilnehmern – dem Quartett. Es gelang, sowohl die drei Regierungsparteien (Ennahda, CPR und Ettakatol), als auch die Oppositionsparteien, die im Parlament vertreten waren (Nidaa Tounes, Aljomhoury, Almassar, Afek Tounes, Aljabha chaabia etc.), an einen Tisch zu bekommen. Die Mediationsanstrengungen, die neben den Parteien und der Regierung auch die drei höchsten Staatsämter (Staatspräsident, Ministerpräsident und Parlamentspräsident) umfassten, ergaben schon im Oktober 2013 die sogenannte „Roadmap“ und führten zum Rücktritt der Dreiparteienkoalition einerseits und der Bildung einer „unabhängigen technokratischen“ Regierung andererseits sowie letztlich zur Vorbereitung allgemeiner Wahlen. Im Februar 2015 konnte die Regierungsgewalt auf Basis der neuen Verfassung wieder in die Hände einer demokratisch gewählten Regierung gelegt werden.